# Clarissa Tami
Clarissa Tami (née le 11 janvier 1983 à Locarno) est une animatrice de télévision suisse.

## Biographie
Clarissa Tami commence sa carrière en 2000, dans la station de radio Rete 3. En 2005, elle participe au concours de recrutement de Radio DeeJay, prend la deuxième place, puis présente des émissions de RSI. En 2007, elle est diplômée en philosophie appliquée à la faculté de théologie de Lugano. En 2009, elle présente un jeu sur RSI La 1.
En 2012 puis depuis 2015, elle commente pour les Suisses italophones les demi-finales du Concours Eurovision de la chanson. En 2016, elle anime la fête nationale suisse avec 3 autres collègues des télévisions des autres régions linguistiques.